# Charles T. Dunwell
Charles Tappan Dunwell (* 13. Februar 1852 in Newark, New York; † 12. Juni 1908 in Brooklyn, New York) war ein US-amerikanischer Jurist und Politiker. Zwischen 1903 und 1908 vertrat er den Bundesstaat New York im US-Repräsentantenhaus.

## Werdegang
Charles Tappan Dunwell wurde ungefähr neun Jahre vor dem Ausbruch des Bürgerkrieges in Newark geboren. Seine Familie zog dann 1854 nach Lyons im Wayne County. Dort besuchte er die Lyons Union School. Er ging 1873 an die Cornell University in Ithaca. Am Ende seines ersten Jahres wechselte er an die Columbia College Law School in New York City, wo er 1874 seinen Abschluss machte. Seine Zulassung als Anwalt erhielt er im selben Jahr und begann danach in New York City zu praktizieren. 1889 war er als Generalvertreter für die New York Life Insurance Co. tätig. Im folgenden Jahr kandidierte er erfolglos um die Stelle als Comptroller in Brooklyn.
Politisch gehörte Dunwell der Republikanischen Partei an. Er war in den Jahren 1891 und 1892 Mitglied des New York Republican State Committee. Bei den Kongresswahlen des Jahres 1902 wurde er im dritten Wahlbezirk von New York in das US-Repräsentantenhaus in Washington, D.C. gewählt, wo er am 4. März 1903 die Nachfolge von Henry Bristow antrat. Dunwell wurde zwei Mal in Folge wiedergewählt. Er verstarb während seiner dritten Amtszeit am 12. Juni 1908 in Brooklyn und wurde dann auf dem Evergreen Cemetery beigesetzt.